# Ivana Duvančić
Ivana Duvančić, född 28 oktober 2004, är en kroatisk taekwondoutövare. Hennes tvillingsyster Bruna Duvančić är också en taekwondoutövare.

## Karriär
I maj 2022 vid EM i Manchester tog Duvančić brons i 53 kg-klassen. I november 2022 vid VM i Guadalajara tog hon ännu ett brons i 53 kg-klassen.
I juni 2023 vid europeiska spelen i Kraków-Małopolska tog Duvančić guld i 53 kg-klassen efter att ha besegrat spanska Alma Pérez i finalen.